# Morcănești
Morcănești – wieś w Rumunii, w okręgu Alba, w gminie Poiana Vadului. W 2011 roku liczyła 34 mieszkańców.